# Spergularia confertiflora
Spergularia confertiflora là loài thực vật có hoa thuộc họ Cẩm chướng. Loài này được Steud. miêu tả khoa học đầu tiên.